# Hiram Stevens Maxim
Sir Hiram Stevens Maxim (Sangerville, 4 febbraio 1840 – Londra, 24 novembre 1916) è stato un inventore statunitense naturalizzato britannico.
Nel 1884 mise a punto il "fucile Maxim", la prima mitragliatrice portatile e completamente automatica. Inventò anche la trappola per topi e sperimentò nel campo del volo a motore, ma i suoi disegni di grandi velivoli non ebbero successo. Comunque la sua "Captive Flying Machine", divenne una giostra molto apprezzata nei parchi di divertimento britannici.

## Biografia
Maxim nacque a Sangerville negli Stati Uniti, ma emigrò in Inghilterra, dove venne naturalizzato nel 1899. Maxim venne nominato cavaliere dalla Regina Vittoria del Regno Unito nel 1901, per le sue invenzioni, molte delle quali avevano applicazioni militari. Nel corso degli anni fu coinvolto in diverse dispute sui brevetti con Thomas Edison. Per lungo tempo sofferente di bronchite, brevettò e produsse la "Pipa della pace", un inalatore al mentolo.
Maxim fondò una fabbrica di armamenti per produrre la sua mitragliatrice a Crayford nel Kent, che venne in seguito acquistata dalla Vickers nel 1896, divenendo la 'Vickers, Son & Maxim'. La loro versione aggiornata del progetto, chiamato fucile Vickers, fu la mitragliatrice standard dei britannici per molti anni. Varianti del fucile Maxim vennero usate estesamente da tutti gli eserciti durante la grande guerra.
Il fratello Hudson Maxim fu anch'esso un inventore, specializzato in esplosivi.
Maxim morì a Londra ed è sepolto al West Norwood Cemetery. Suo figlio Hiram Percy Maxim seguì le orme del padre e dello zio e divenne un ingegnere meccanico e progettista di armi, ricordato per aver realizzato i primi silenziatori per fucili, ma è probabilmente più noto per i suoi primi esperimenti con la radio amatoriale e per aver fondato l'American Radio Relay League.